# Masashi Kishimoto
Masashi Kishimoto (岸本 斉史, Kishimoto Masashi; Okayama, 8 november 1974) is een Japanse mangaka.
Zijn bekendste reeks, Naruto, verscheen van 1999 tot 2014 in het weekblad Shonen Weekly Jump en boekte wereldwijd succes. Van Naruto zijn er wereldwijd meer dan 220 miljoen exemplaren verkocht (oktober 2015). Na Naruto wilde hij een scifi-manga maken die al zijn voorgaande werken zou overtreffen. Hij helpt ook mee met de manga Boruto, een spin-off/vervolg die gaat over de zoon van Naruto. Zijn tweelingbroer Seishi Kishimoto is ook een mangaka.
- Biblioteca Nacional de España: XX4428042
- Bibliothèque nationale de France: cb14436258b (data)
- Catàleg d'autoritats de noms i títols de Catalunya: 981058518592306706
- CiNii: DA1382615X
- Gemeinsame Normdatei: 108231062X
- International Standard Name Identifier: 0000 0001 2284 3920
- Library of Congress Control Number: no2005119043
- Bibliotheek van het Japanse parlement: 00804710
- Nationale Bibliotheek van Tsjechië: xx0137635
- Nationale bibliotheek van Australië: 40580581
- Nationale Bibliotheek van Israël: 987007330638105171
- Nationale Bibliotheek van Polen: a0000001641798
- Nederlandse Thesaurus van Auteursnamen: 298827999
- LIBRIS: 341094
- Système universitaire de documentation: 078049342
- Trove: 1448254
- Virtual International Authority File: 117906403
- WorldCat: E39PBJgRRdvjbb4wb7844CTyh3